# Juanma
Juanma, właśc. Juan Manuel Delgado Lloria (ur. 17 listopada 1990 w Walencji) – hiszpański piłkarz występujący na pozycji napastnika.

## Kariera piłkarska
Od 2009 roku występował w Jove Español, Dénia, Deportivo Alavés, Asteras Tripolis, Kallonis, Hearts of Midlothian, UCAM Murcia i V-Varen Nagasaki.